# Não Para
"Não Para" é uma canção da artista musical brasileira Anitta. Faz parte do álbum de estreia homônimo da cantora, lançado como segundo single oficial no primeiro dia do mês de julho de 2013. A música traz batidas eletrônicas, eletropop e dance. O lyric video foi lançado dia 5 de julho de 2013. O videoclipe da música já foi gravado meses antes de seu lançamento oficial como single e finalizado na mesma semana do lançamento. Anitta teve total responsabilidade pela letra da música. 
Anitta divulgou a música "Não Para" na rádio Web Mania em 31 de maio de 2013. Um dia após ser disponibilizada no iTunes a canção alcançou a primeira posição de vendas na loja online. O videoclipe da música teve uma estreia com uma enorme divulgação, aconteceu durante o programa Fantástico da Rede Globo a 7 de julho de 2013.

## Lançamento
Anitta lançou a música "Não Para" na Rádio Mania Web em 31 de maio de 2013 10 e foi selecionado como o terceiro single oficial em 1 de Julho de 2013.  Um dia depois foi disponibilizado no iTunes a canção alcançou a primeira posição nas vendas da loja online.

## Videoclipe

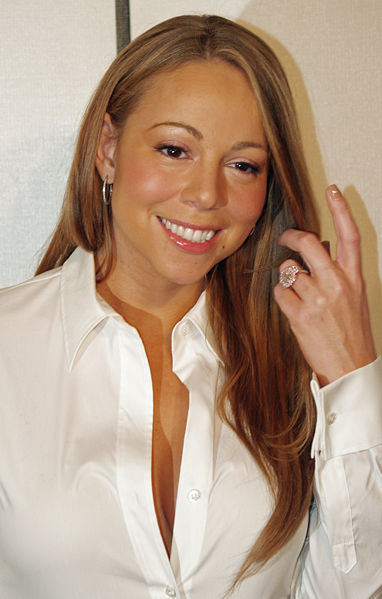
Segundo declarações da própria Anitta, a inspiração para o videoclipe de Não Para veio do clipe da canção "Heartbreaker", da cantora norte-americana Mariah Carey.

O vídeo oficial foi lançado em 7 de julho de 2013 no programa Fantástico e em 15 de julho na sua conta oficial no YouTube, O videoclipe de Não Para foi inspirados nas boates de São Paulo sobre os efeitos de boates mais modernas e mais agitadas e com mais potencial. Anitta disse em uma entrevista coletiva sobre o álbum, que ainda estava em produção pela Warner Music Brasil, que iria trazer no vídeo da canção "Não Para" um efeito diferente sobre Clubes, Boates, que também iria ser um videoclipe moderno, um vídeo de balada, completando o que ela disse, que iria agradar aos jovens. no videoclipe Anitta faz duas personagens ela mesma como Anitta e outra que no vídeo aparenta ser sua irmã que é a própria Anitta dano nome que a produtora de Anitta escolheu de Talitta pela aparecia do nome ser quase igual ao outro Anitta e Talitta. Anitta disse que seria o seu momento no videoclipe, com duas personagens como Anitta e Talitta.

### Sinopse
A trama se passa em uma boate típica de São Paulo, logo no começo do vídeo aparece um logotipo escrito Hoje tem show da Talitta e em seguida as batidas elétricas sobre a parede do local, num corredor escuro e sujo aparece Anitta mascando um chiclete, logo depois aparece Talitta no palco tentando mostrar para o público que consegue ser sexy, as cenas vão de Talitta à Anitta. Anitta se troca numa sala para trabalhar na boate, e quanto isso, Talitta canta o sub-refrão da música no palco, logo depois, Anitta começa a servir os clientes, as pessoas começam reclamar da performance de Talitta, Anitta acaba se animando com a batida da música, e o público começa a perceber que Anitta é muito mais melhor do que a Talitta no palco, as pessoas da boate começam a jogar buchas de papel em Talitta, e vaias contra a Talitta aumenta, as amigas de Anitta falam pra ela subir na bancada para demonstrar o que ela sabe fazer, Anitta começa a se soltar, Talitta observa Anitta com um olhar de inveja, logo depois as dançarinas que estavam no palco com a Talitta começam a ficar com vergonha alheia dela e vão embora, em seguida aparece Anitta em cima de uma bancada dançando o ao som do refrão da música, Talitta sai devagar do palco indignada. Quase no penúltimo capitulo do videoclipe, Anitta desce da bancada, e começa a andar sobre a Boate seduzido e se jogando na multidão, sobe no palco onde estava Talitta, e começa a cantar e dançar com suas amigas, as pessoas da boate começam a ficar mais empolgadas com a performance de Anitta, em seguida aparece Talitta chorando em uma escada com suas dançarinas, A trama termina com Anitta saindo do palco devagar, o vídeo se fecha com o Microfone ligado no palco.

### Lyric Video
Em 5 de julho de 2013 foi lançado um vídeo lírico contendo imagens em movimento, que são da cantora em atmosfera balada como pode ser visto em algumas partes da música.
no meio-fim do "Lyric Video" e positivo ver o álbum de Anitta quase no final do Lyric Video.

## Performance comercial
Assim como "Show das Poderosas" a música também ficou em primeiro lugar no Itunes Brasil e em quarto na Brasil Hot 100 Airplay

## Lista de faixas
| CD single |            |         |  |
| N.º       | Título     | Duração |  |
| 1.        | "Não Para" | 3:13    |  |

| Download digital |            |         |  |
| N.º              | Título     | Duração |  |
| 1.               | "Não Para" | 3:13    |  |

| EP Download digital |                                  |         |  |
| N.º                 | Título                           | Duração |  |
| 1.                  | "Não Para"                       | 3:13    |  |
| 2.                  | "Não Para" (Extended)            | 4:28    |  |
| 3.                  | "Não Para" (DeepLick Remix)      | 3:33    |  |
| 4.                  | "Não Para" (DeepLick Club Remix) | 5:38    |  |
| 5.                  | "Não Para" (Vídeo)               | 3:27    |  |

## Desempenho nas tabelas musicais

### Semanais
| Tabela musical (2013)           | Melhor posição |
| ------------------------------- | -------------- |
| Brasil (Brasil Hot 100 Airplay) | 4              |

### Tabelas musicais de final de ano
| Tabela musical (2013)           | Melhor posição |
| ------------------------------- | -------------- |
| Brasil (Brasil Hot 100 Airplay) | 55             |